# Batalla de San Cristóbal (1629)
La batalla de San Cristóbal fue la culminación de una exitosa expedición española que arrebató las islas de San Cristóbal y Nieves a ingleses y franceses durante la Guerra anglo-española de 1625-1630.

## Antecedentes

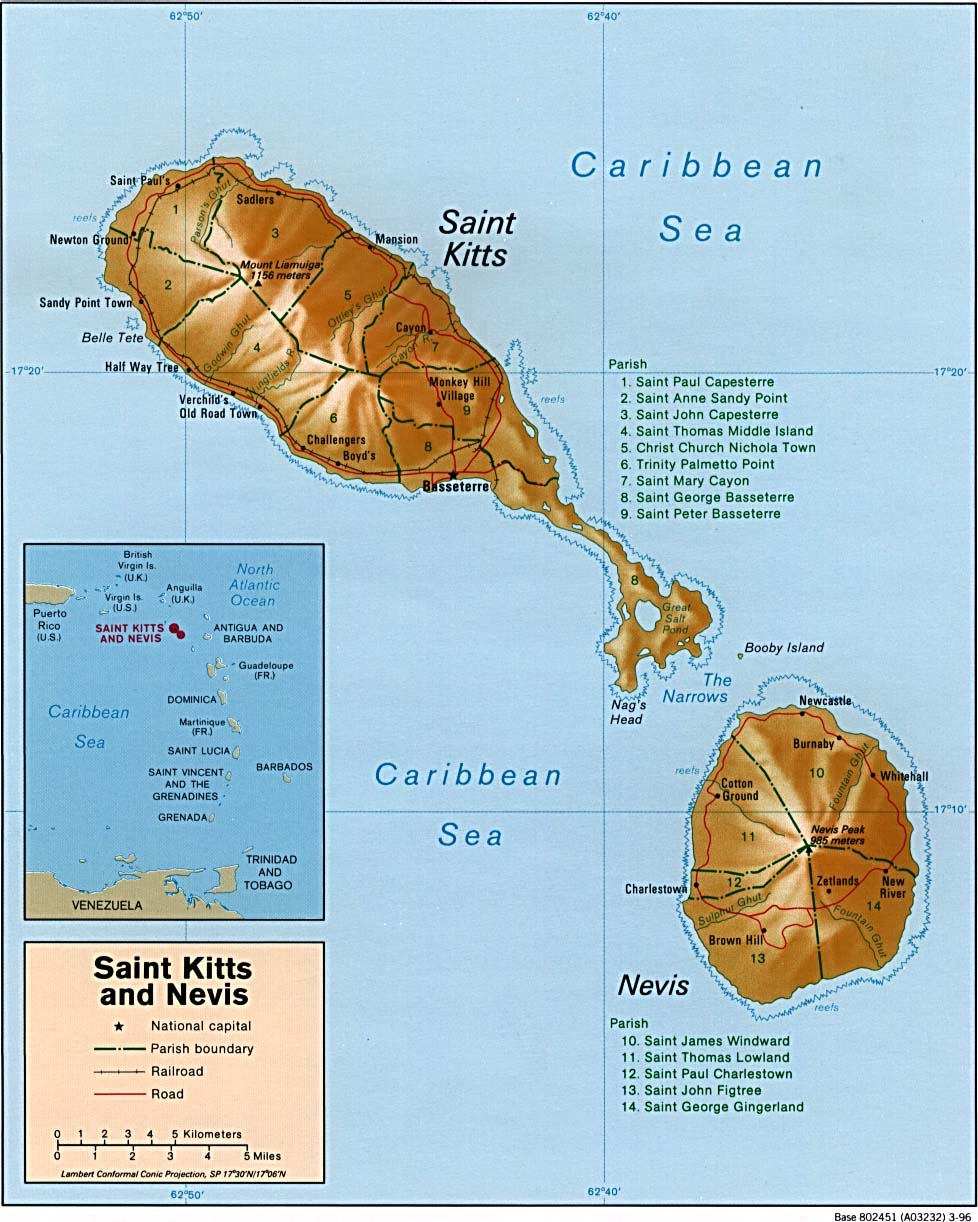
Mapa de las islas de San Cristóbal y Nieves, ubicadas en el Mar Caribe.

Para el año 1629, la colonia anglo-francesa de las islas San Cristóbal y Nieves había crecido lo suficiente como para ser considerada una amenaza para las Antillas españolas. 
Los colonos ingleses habían sido reclutados en un número de casi 3000 efectivos, y se les había suministrado cañones y munición.
En consecuencia, se dieron órdenes al comandante de la Armada de Sotavento, en el Virreinato de Nueva España, de despejar las fuertemente armadas colonias francesas e inglesas.

## La invasión
La expedición española, bajo el mando del almirante Fadrique Álvarez de Toledo Osorio, se acercó en un primer momento a la isla Nieves, tomándola y destruyendo varias naves inglesas ancladas en ella.
Más tarde, los soldados españoles fueron enviados a tierra para destruir las pocas estructuras de nueva construcción y hacer prisioneros a los colonos.
Cuando Nieves fue ocupada por las fuerzas españolas, los hacendados fueron abandonados por sus sirvientes y esclavos, que nadaron hacia los buques hispanos al grito de "libertad, alegre libertad" prefiriendo la colaboración con los españoles al yugo de sus patrones ingleses.
El 7 de septiembre de 1629, los españoles se trasladaron a la isla hermana de San Cristóbal e incendiaron todo el asentamiento.

## Consecuencias
Como consecuencia de la Batalla de San Cristóbal y según los términos de la rendición, los españoles aceptaron embarcar a unos 700 de los colonos de vuelta a Inglaterra. 
Otros colonos, estimados entre 200 y 400, lograron escapar de la captura mediante la huida a colinas y bosques.
Tras la firma del Tratado de Madrid en 1630 entre las coronas inglesa y española, los españoles se marcharon entregando la isla a Inglaterra. Los fugitivos regresaron a sus plantaciones, formando así el núcleo de una nueva fase de colonización.